# Gustave Buchard
Gustave Jean Armand Buchard  (Le Havre, Sena Marítim, 17 de febrer de 1890 - Barentin, 18 de febrer de 1978) va ser un tirador d'esgrima francès que va competir en els anys posteriors a la Primera Guerra Mundial. Era germà del també tirador Georges Buchard.
El 1920 va prendre part en els Jocs Olímpics d'Anvers, on disputà dues proves del programa d'esgrima. En ambdues, espasa individual i espasa per equips, guanyà la medalla de bronze.